# Adrián Lamana
Adrián Lamana (* 16. Januar 1990 in Barcelona, Katalonien) ist ein spanischer Schauspieler.

## Leben
Lamana wurde am 16. Januar 1990 in Barcelona geboren. Er gab 2001 in der Filmproduktion The Devil’s Backbone sein Filmschauspieldebüt als Kinderdarsteller. In unregelmäßigen Abständen wirkte er zwischen 2002 und 2008 in der Fernsehserie Cuéntame cómo pasó als Ramiro mit. In den folgenden Jahren erhielt er Episodenrollen in verschiedenen Fernsehserien. Von 2008 bis 2009 war er in insgesamt 143 Episoden der Fernsehserie Yo soy Bea in der Rolle des Lolo de Castro zu sehen. 2011 wirkte er im Abenteuerfilm Ritter des heiligen Grals in der Rolle des Crispín mit. Mitte der 2010er Jahre erhielt er wiederkehrende Rollen in den Fernsehserien Familia als Diego und in Isabel als Príncipe Juan. Von 2016 bis 2017 stellte er die Rolle des Ciro in 24 Episoden der Fernsehserie Seis hermanas dar. 2023, nach einigen Jahren Abstand vom Filmschauspiel, war er in der Filmproduktion Reflejo zu sehen.

## Filmografie (Auswahl)
- 2001: The Devil’s Backbone (El espinazo del diablo)
- 2002: Hospital Central (Fernsehserie, Episode 3x13)
- 2002–2008: Cuéntame cómo pasó (Fernsehserie, 7 Episoden)
- 2003: El descampado (Kurzfilm)
- 2004: La sopa boba (Fernsehserie, Episode 1x21)
- 2005: Huellas en la nieve (Kurzfilm)
- 2005; 2008: El comisario (Fernsehserie, 2 Episoden, verschiedene Rollen)
- 2006: Aquí no hay quien viva (Fernsehserie, 2 Episoden)
- 2007: Cuenta atrás (Fernsehserie, Episode 1x10)
- 2007: El síndrome de Ulises (Fernsehserie, Episode 1x03)
- 2008: Hermanos & detectives (Fernsehserie, Episode 2x03)
- 2008–2009: Yo soy Bea (Fernsehserie, 143 Episoden)
- 2010: Supercharly (Fernsehserie, 5 Episoden)
- 2010: Sin palabras (Kurzfilm)
- 2011: Ritter des heiligen Grals (El Capitán Trueno y el Santo Grial)
- 2011: Dieciséis (Fernsehfilm)
- 2011: El secreto del circo (Kurzfilm)
- 2012: Ali
- 2012: Carmina (Miniserie, 2 Episoden)
- 2012: DesAyuno (Kurzfilm)
- 2012: Frágiles (Fernsehserie, Episode 1x01)
- 2013: Familia (Fernsehserie, 7 Episoden)
- 2013: Dentro de la caja (Kurzfilm)
- 2013: Sin Milagros (Kurzfilm)
- 2014: Isabel (Fernsehserie, 4 Episoden)
- 2014: Isabel. La Reina (Fernsehfilm)
- 2014: Terrario
- 2016–2017: Seis hermanas (Fernsehserie, 24 Episoden)
- 2018: La verdad (Fernsehserie, 2 Episoden)
- 2023: Reflejo